# Nafsiah Mboi
Nafsiah Mboi, née le 14 juillet 1940 à Sengkang (Sulawesi du Sud), est un médecin et une femme politique indonésienne.

## Biographie
Diplômée de l'université d'Indonésie et de l'Institut de médecine tropicale d'Anvers, elle travaille à l'amélioration de la santé publique dans la province des Petites îles de la Sonde orientales (East Nusa Tenggara), dont son mari, Aloysius Mboi, est gouverneur de 1978 à 1988. Elle se consacre notamment à la prévention du sida et à la défense des droits des enfants.
De 1982 à 1987, elle siège à l'Assemblée délibérative du peuple. 
Le 14 juin 2012, elle est nommée ministre de la Santé par le président Susilo Bambang Yudhoyono. Elle demeure à ce poste jusqu'au 20 octobre 2014.

## Honneurs
En 1987, elle reçoit, avec son mari, le prix Ramon Magsaysay.